# Florian Vogel
Florian Vogel (Aarau, 18 de febrero de 1982) es un deportista suizo que compitió en ciclismo de montaña en la disciplina de campo a través.
Ganó 9 medallas en el Campeonato Mundial de Ciclismo de Montaña entre los años 2000 y 2009, y 8 medallas en el Campeonato Europeo de Ciclismo de Montaña entre los años 2002 y 2019.

## Palmarés internacional
| Campeonato Mundial | Campeonato Mundial         | Campeonato Mundial | Campeonato Mundial         |
| Año                | Lugar                      | Medalla            | Competición                |
| ------------------ | -------------------------- | ------------------ | -------------------------- |
| 2000               | Sierra Nevada (España)     | Medalla de plata   | Campo a través por relevos |
| 2002               | Kaprun (Austria)           | Medalla de bronce  | Campo a través por relevos |
| 2004               | Les Gets (Francia)         | Medalla de plata   | Campo a través por relevos |
| 2006               | Rotorua (Nueva Zelanda)    | Medalla de oro     | Campo a través por relevos |
| 2007               | Fort William (Reino Unido) | Medalla de oro     | Campo a través por relevos |
| 2007               | Fort William (Reino Unido) | Medalla de bronce  | Campo a través             |
| 2008               | Val di Sole (Italia)       | Medalla de plata   | Campo a través             |
| 2008               | Val di Sole (Italia)       | Medalla de plata   | Campo a través por relevos |
| 2009               | Camberra (Australia)       | Medalla de bronce  | Campo a través             |
| Campeonato Europeo |                            |                    |                            |
| Año                | Lugar                      | Medalla            | Competición                |
| 2002               | Zúrich (Suiza)             | Medalla de plata   | Campo a través por relevos |
| 2004               | Wałbrzych (Polonia)        | Medalla de oro     | Campo a través por relevos |
| 2005               | Kluisbergen (Bélgica)      | Medalla de plata   | Campo a través por relevos |
| 2007               | Capadocia (Turquía)        | Medalla de oro     | Campo a través por relevos |
| 2008               | St. Wendel (Alemania)      | Medalla de oro     | Campo a través             |
| 2011               | Dohňany (Eslovaquia)       | Medalla de bronce  | Campo a través             |
| 2017               | Darfo Boario (Italia)      | Medalla de oro     | Campo a través             |
| 2019               | Brno (República Checa)     | Medalla de plata   | Campo a través             |